# Очеретное (Кировоградская область)
Очеретное (укр. Очеретяне) — село в Долинской городской общине Кропивницкого района Кировоградской области Украины.
До 2020 года входило в состав Долинского района
Население по переписи 2001 года составляло 27 человек. Почтовый индекс — 28544. Телефонный код — 5234. Занимает площадь 0,247 км². Код КОАТУУ — 3521980709.